# Pavel Zadražil
Pavel Zadražil (* 21. června 1961 Kutná Hora) je český básník a historik umění, syn sochaře Stanislava Zadražila.

## Dílo
- Hudba noci – 1979–1986, 1989
- básně publikované v časopisech a sbornících (Dveře, Labyrint, Tvar)[1]